# Discoverer Enterprise (schip, 1998)
De Discoverer Enterprise is een boorschip dat in 1999 is gebouwd door Astano voor Transocean. De afbouw vond plaats bij Ingalls. Het is ontworpen voor waterdieptes tot 10.000 voet (3050 m). Het vijfde generatie boorschip heeft een dynamisch positioneringssysteem en was het eerste boorschip met een dubbele boortoren. Daarnaast heeft het een opslagcapaciteit heeft van 125.000 vaten olie wat het in staat stelt om uitvoeriger puttesten uit te voeren.
Aanvankelijk wilde Transocean een Aframax-tanker om laten bouwen tot boorschip, maar Astano wist met een in drie weken voltooid conceptontwerp Transocean te overtuigen dat nieuwbouw goedkoper en sneller zou zijn.
In 2010 was het betrokken bij de pogingen om een einde te maken aan de olieramp in de Golf van Mexico.

## Discoverer Enterprise-serie
| Naam                  | Werf        | Jaar            | IMO-nummer |
| --------------------- | ----------- | --------------- | ---------- |
| Discoverer Enterprise | Astano, 275 | 1 augustus 1998 | 9186792    |
| Discoverer Spirit     | Astano, 276 | 6 oktober 1999  | 9212797    |
| Discoverer Deep Seas  | Astano, 277 | 26 mei 2000     | 9212802    |